# Rinko Kawauchi
Pour les articles homonymes, voir Rinko.
Rinko Kawauchi (川内伦子, Rinko Kawauchi, née en 1972 dans la préfecture de Shiga) est une photographe poétique japonaise.
Son travail est caractérisé par une sérénité, un style poétique, illustrant les moments ordinaires dans la vie. 

## Biographie
Kawauchi s'est intéressée à la photographie tout en étudiant à Seian College of Art and Design.
Elle a d'abord travaillé dans la publicité pendant plusieurs années avant de se lancer dans une carrière de photographe d'objets d'art.
Elle photographie principalement en utilisant un format 6×6.
Elle reçoit le prix Higashikawa en 2013.
Elle est représentée par la galerie Foil et travaille avec l'agence Quad.

## Expositions
- Les Rencontres d'Arles, France, 2004.
- Fondation Cartier pour l'art contemporain, Paris (2005)[3]
- The Photographer's Gallery, London (2006)[4]
- galerie Antoine de Vilmorin (2008)
- Exposition au Centre Argos de Bruxelles (2010)
- Rinko Kawauchi, Galerie écho 119, Paris, France (2025)

## Publications
- Hanako. 2002.
- Utatane. 2002.
- Hanabi (花火?), Fireworks. Tokyo : Little More, 2002.  (ISBN 4-89815-053-5)
- Aila. 2004.
- The eyes, the ears. 2005.
- Cui cui. 2005.
- Semear. 2007.
- Murmuration. 2010.
- One Day. 2010 (One of the books in One Day Ten Photographers edited by Harvey Benge)
- Illuminance. New York: Aperture, 2011.  (ISBN 978-1597111447)[5]
- Approaching Whiteness. Tokyo: Goliga, 2012.
- Ametuschi. New York: Aperture, 2013.  (ISBN 978-1597112161)[6]

## Galeries
- Galerie principale Foil Tokyo
- Priska Pasquer[7]
- Galerie Antoine de Vilmorin
- Galerie écho 119